# 소케이
소케이(일본어: 早慶)는 일본의 최상위권 사립 대학인 와세다 대학(早稲田大学)과 게이오기주쿠 대학(慶應義塾大学)을 일컫는 말이다.

## 같이 보기
- 도쿄 6대학
- MARCH
- 간칸도리쓰
- 슈퍼 글로벌 대학